# Лобаш (озеро)
Лобаш — озеро на территории Сосновецкого сельского поселения Беломорского района Республики Карелии.

## Общие сведения
Площадь озера — 3,6 км², площадь водосборного бассейна — 26,1 км². Располагается на высоте 137,6 метров над уровнем моря.
Форма озера лопастная, продолговатая: оно почти на четыре километра вытянуто с северо-запада на юго-восток. Берега изрезанные, каменисто-песчаные, местами заболоченные.
Из юго-восточного залива озера вытекает река Лобаш, впадающая в Кевятозеро. Через последнее протекает река Охта, впадающая, в свою очередь, в реку Кемь.
В озере расположено не менее четырёх безымянных островов различной площади.
У юго-восточной оконечности Лобаша проходит лесная дорога.
Код объекта в государственном водном реестре — 02020001011102000006332.